# Брецо ди Бедеро
Брѐцо ди Бѐдеро (на италиански: Brezzo di Bedero; на ломбардски: Bresc de Beder, Бреш де Бедер) е село и община в Северна Италия, провинция Варезе, регион Ломбардия. Разположено е на 352 m надморска височина. Населението на общината е 1203 души (към 2017 г.).